# Câu lạc bộ bóng đá Bắc Kinh Quốc An
Bắc Kinh Quốc An là một câu lạc bộ bóng đá chuyên nghiệp hiện chơi tại giải bóng đá vô địch quốc gia Trung Quốc, vào mùa giải 2016, câu lạc bộ đứng thứ 5. Trụ sở tại Bắc Kinh, Trung Quốc.

## Lịch sử tên của đội bóng
- 1956: Đại học Sư phạm thể thao Bắc Kinh 北京体院
- 1957-60: Bắc Kinh 北京
- 1961-64: Thanh niên Bắc Kinh北京青年
- 1965-90: Bắc Kinh 北京
- 1991: Bắc Kinh Thần Châu北京 神州
- 1992: Bắc Kinh 北京
- 1993-02: Bắc Kinh Quốc An 北京国安
- 2003-05: Bắc Kinh Hyundai 北京现代
- 2006-15: Bắc Kinh Quốc An 北京国安
- 2016: Bắc Kinh Quốc An LeEco 北京国安乐视
- 2017-: Bắc Kinh Trung Hách Quốc An 北京中赫国安

## Sân vận động
Ba sân vận động đã được sử dụng làm sân nhà của Bắc Kinh Quốc An từ năm 1994 là Sân vận động Xiannongtan (1994-95), Sân vận động Công nhân (1996-05, 2009-2020) và Sân vận động Phong Đài Bắc Kinh (2006-08).

## Nhà tài trợ áo đấu
| Giai đoạn | Nhà sản xuất áo | Nhà tài trợ in trên áo                                      |
| --------- | --------------- | ----------------------------------------------------------- |
| Năm 1993  | Umbro           |                                                             |
| 1994      | Umbro           |                                                             |
| 1995      | Nike            | Ryobi                                                       |
| 1996      | Nike            | Ryobi                                                       |
| Năm 1997  | Nike            | Ryobi                                                       |
| Năm 1998  | Nike            | Ryobi                                                       |
| 1999      | Nike            | Ryobi                                                       |
| 2000      | Nike            | CITIC Group                                                 |
| Năm 2001  | Nike            | 华友通信                                                    |
| 2002      | Nike            | 京华时报                                                    |
| Năm 2003  | Nike            | Hyundai                                                     |
| Năm 2004  | Nike            | Hyundai                                                     |
| Năm 2005  | Nike            | Hyundai                                                     |
| Năm 2006  | Adidas          | Hyundai (CSL vòng 1-4) Không có nhà tài trợ (CSL vòng 5-28) |
| Năm 2007  | Adidas          | CITIC Group                                                 |
| Năm 2008  | Adidas          | CITIC Group (CSL) BBVA (ACL)                                |
| Năm 2009  | Adidas          | CITIC Group (CSL) BBVA (ACL)                                |
| Năm 2010  | Nike            | CITIC Group (CSL) BBVA (ACL)                                |
| Năm 2011  | Nike            | CITIC Group (CSL)                                           |
| Năm 2012  | Nike            | CITIC Group (CSL) BBVA (ACL)                                |
| Năm 2013  | Nike            | CITIC Group, Hawtai (CSL) BBVA (ACL)                        |
| Năm 2014  | Nike            | CITIC Group, Hawtai                                         |
| 2015      | Nike            | CITIC Group                                                 |
| 2016      | Nike            | CITIC Group                                                 |

## Đội hình hiện tại
Ghi chú: Quốc kỳ chỉ đội tuyển quốc gia được xác định rõ trong điều lệ tư cách FIFA. Các cầu thủ có thể giữ hơn một quốc tịch ngoài FIFA.
| Số | VT | Quốc gia    | Cầu thủ                                       |
| -- | -- | ----------- | --------------------------------------------- |
| 1  | TM | Trung Quốc  | Hou Sen                                       |
| 2  | HV | Uzbekistan  | Egor Krimets (cho mượn từ Pakhtakor Tashkent) |
| 3  | HV | Trung Quốc  | Yu Yang                                       |
| 4  | HV | Trung Quốc  | Li Lei                                        |
| 5  | TV | Brasil      | Ralf                                          |
| 6  | TV | Trung Quốc  | Zhang Xiaobin                                 |
| 7  | TĐ | Trung Quốc  | Zhang Chiming                                 |
| 8  | TV | Trung Quốc  | Piao Cheng                                    |
| 9  | TĐ | Tây Ban Nha | Jonathan Soriano                              |
| 10 | TV | Trung Quốc  | Zhang Xizhe                                   |
| 11 | TV | Trung Quốc  | Song Boxuan                                   |
| 14 | HV | Trung Quốc  | Jin Pengxiang                                 |
| 15 | TĐ | Trung Quốc  | Zhu Chaoqing                                  |
| 16 | TV | Trung Quốc  | Du Mingyang                                   |
| 18 | TV | Trung Quốc  | Jin Taiyan                                    |
| 19 | TĐ | Trung Quốc  | Yu Dabao                                      |

| Số | VT | Quốc gia   | Cầu thủ                              |
| -- | -- | ---------- | ------------------------------------ |
| 20 | HV | Trung Quốc | Zhang Xinxin                         |
| 21 | TV | Brasil     | Renato Augusto                       |
| 22 | TM | Trung Quốc | Yang Zhi (Đội trưởng)                |
| 23 | TV | Trung Quốc | Tang Shi (cho mượn từ Meizhou Kejia) |
| 24 | TV | Trung Quốc | Li Hanbo                             |
| 25 | TM | Trung Quốc | Guo Quanbo                           |
| 26 | TV | Trung Quốc | Lü Peng                              |
| 27 | TV | Trung Quốc | Wu Guichao                           |
| 28 | HV | Trung Quốc | Jiang Tao                            |
| 29 | TV | Trung Quốc | Ba Dun                               |
| 30 | HV | Trung Quốc | Lei Tenglong                         |
| 31 | HV | Trung Quốc | Zhao Hejing                          |
| 33 | TM | Trung Quốc | Zhang Yan                            |
| 34 | HV | Trung Quốc | Huang Chao                           |
| 35 | TĐ | Trung Quốc | Ning Weichen                         |

### Đội trẻ:
Ghi chú: Quốc kỳ chỉ đội tuyển quốc gia được xác định rõ trong điều lệ tư cách FIFA. Các cầu thủ có thể giữ hơn một quốc tịch ngoài FIFA.
| Số | VT | Quốc gia   | Cầu thủ       |
| -- | -- | ---------- | ------------- |
| 32 | HV | Trung Quốc | Wei Xin       |
| 41 | HV | Trung Quốc | Yang Kaideng  |
| 42 | TV | Trung Quốc | Geng Junyi    |
| 43 | HV | Trung Quốc | Wu Bo         |
| 44 | TV | Trung Quốc | Xue Mengtao   |
| 45 | TV | Trung Quốc | Shi Beisi     |
| 46 | HV | Trung Quốc | Wang Xiaole   |
| 47 | TV | Trung Quốc | Wen Wubin     |
| 48 | HV | Trung Quốc | Li Siqi       |
| 49 | HV | Trung Quốc | Huang Jiajing |
| 50 | TV | Trung Quốc | Tang Hai      |
| 51 | HV | Trung Quốc | Cai Peilei    |
| 52 | TV | Trung Quốc | He Yuan       |

| Số | VT | Quốc gia   | Cầu thủ             |
| -- | -- | ---------- | ------------------- |
| 53 | TĐ | Trung Quốc | Xu Ziyue            |
| 54 | TV | Trung Quốc | Ke Yi               |
| 55 | TV | Trung Quốc | Xu Ziteng           |
| 56 | HV | Trung Quốc | Zhang Yu            |
| 57 | TV | Trung Quốc | Zhang Boling        |
| 58 | HV | Trung Quốc | Lian Dongwei        |
| 59 | TV | Trung Quốc | Gao Yunpeng         |
| 60 | TM | Trung Quốc | Guo Hanru           |
| 61 | TV | Trung Quốc | Wen Da              |
| 62 | HV | Trung Quốc | Zhang Zijian        |
| 63 | HV | Trung Quốc | Huang Tao           |
| 64 | TV | Trung Quốc | Kaisaier Adilijiang |

### Thành phần ban quản lý và huấn luyện:
Ban quản lý:
| Chức vụ                      | Cán bộ         |
| ---------------------------- | -------------- |
| Chủ tịch                     | Zhou Jinhui    |
| Giám đốc                     | Tang Zhenyi    |
| Giám đốc                     | Zhu Jialin     |
| Giám đốc                     | Cui Minghong   |
| Giám đốc                     | Wu Ning        |
| Giám đốc                     | Zhang Zhijun   |
| Giám đốc                     | Sun Peng       |
| Giám đốc                     | Feng Tao       |
| Giám đốc                     | Zhang Jingdong |
| Tổng giám đốc                | Li Ming        |
| Phó tổng giám đốc            | Wei Kexing     |
| Phó tổng giám đốc            | Wu Youwen      |
| Phó tổng giám đốc            | Wang Ke        |
| Trợ Lý Tổng Giám đốc         | Lü Jun         |
| Trợ Lý Tổng Giám đốc         | Zhang Sihua    |
| Giám đốc tài chính           | Li Ping        |
| Giám đốc thể thao            | Shao Jiayi     |
| Giám đốc văn phòng           | Zhang Qinghua  |
| Trưởng phòng Tài chính       | Yang Xu        |
| Trưởng phòng Thanh niên      | Yang Pu        |
| Trưởng phòng nghiệp vụ cơ sở | Liu Yubin      |

Ban huấn luyện:
| Huân luyện viên trưởng              | Roger Schmidt       |
| Trợ lí huấn luyện viên              | Richard Kitzbichler |
| Trợ lí huấn luyện viên              | Tao Wei             |
| Trainer-Coordinator                 | Jörn Wolf           |
| Huấn luyện viên thủ môn             | Michael Kraft       |
| Huấn luyện viên thể hình            | Oliver Bartlett     |
| Huấn luyện viên tinh thần           | Jim McGuinness      |
| Bác sĩ nhóm                         | Jin Ri              |
| Bác sĩ nhóm                         | Zhang Yang          |
| Bác sĩ nhóm                         | Wang Kai            |
| Bác sĩ nhóm                         | Lukas Ditczyk       |
| Bác sĩ nhóm                         | Steffen Lutz        |
| Trưởng nhóm                         | Fu Bin              |
| Nhà phân tích                       | Cheng Jun           |
| Người quản lý thiết bị              | Kang Yuming         |
| Người quản lý thiết bị              | Liu Peng            |
| Nhân viên báo chí                   | Giang Tiểu Quân     |
| Đội dự bị huấn luyện viên trưởng    | Xie Feng            |
| Trợ lý huấn luyện viên đội Dự bị    | Zhang Pei           |
| Trợ lý huấn luyện viên đội Dự bị    | Lu Ming             |
| Đội dự bị huấn luyện viên đội dự bị | Li Leilei           |
| Bác sĩ nhóm dự trữ                  | Xue Shen            |
| Đội trưởng đội Elite                | Sui Dongliang       |
| Trợ lý huấn luyện viên đội Elite    | Hou Shisheng        |
| Huấn luyện viên đội Elite           | Li Changjiang       |
| Bác sĩ nhóm Elite                   | Liu Li              |

## Danh hiệu:

### Đội đầu tiên
Tất cả thời gian danh dự danh sách bao gồm cả bán chuyên nghiệp thời Bắc Kinh. 
- Super League Trung Quốc

Người chiến thắng : Năm 2009
Người trúng giải (3): 2007, 2011, 2014
- Liên đoàn Jia-A của Trung Quốc

Người chiến thắng (5): 1957, 1958, 1973, 1982, 1984
- Cúp FA Trung Quốc

Người chiến thắng (4): 1985, 1996 , 1997, 2003
- Siêu cúp FA của Trung Quốc

Người chiến thắng (2): 1997, 2003

### Đội dự bị
- National Reserve League

Người chiến thắng (1): 2008

### Đội trẻ
- Đoàn Thanh niên Quốc gia U19

Người chiến thắng (3): 2006, 2008, 2011
- Giải vô địch trẻ vị thành niên U19

Người chiến thắng (2): 2007, 2016
- Giải vô địch trẻ quốc gia "Cúp Winners '" U19

Người chiến thắng (1): 2005
- "The Great Wall Cup" Giải đấu Thanh niên Quốc tế U19

Người chiến thắng (1): 2011
- Đoàn Thanh niên Quốc gia U17

Người chiến thắng (1): 2011
- Giải vô địch trẻ vị thành niên U17

Người chiến thắng (1): 2012